# Kosmos 2512
Kosmos 2512, ruski kalibriranje i poravnavanje iz programa Kosmos. Vrste je KJuA (br. 1). 
Lansiran je 5. prosinca 2015. godine u 14:09 s kozmodroma Pljesecka, s mjesta 43/4. Lansiran je u nisku orbitu oko planeta Zemlje raketom nosačem Sojuz-2.1v/Volga. Orbita mu je 684 km u perigeju i 693 km u apogeju. Orbitna inklinacija mu je 98,18°. Spacetrackov kataloški broj je 41099. COSPARova oznaka je 2015-071-B. Zemlju obilazi u 98,53 minute. Pri lansiranju bio je mase 15,8 kg.
Ovaj sferični satelit namijenjen je za radarska testiranja na poduzeće Almaz-Antej, koji razvija protuzrakoplovne i proturaketne sustave.
Razgonski blok (međuorbitni tegljač) Blok-I 14S54 koji je bio u niskoj orbiti vratio se u atmosferu. U istoj je misiji poslan Kosmos 2511.

## Vanjske poveznice
- Состав группировки КНС ГЛОНАСС на 28.01.2012г Состояние ОГ (rus.)
- Glonass  Arhivirana inačica izvorne stranice od 18. lipnja 2006. (Wayback Machine) (rus.)
- Glonass Constellation Status (engl.)
- N2YO.com Search Satellite Database (engl.)
- Celes Trak SATCAT Format Documentation (engl.)